# Blindsighted
Blindsighted é o oitavo álbum de estúdio do cantor estadunidense Turley Richards, lançado em 2008.

## Faixas
Todas as músicas por Turley Richards.
1. "Magic Potion" – 5:35
2. "Turning" – 4:02
3. "Yada Yada Ya" – 3:22
4. "Dancing with the Man in the Moon" – 2:40
5. "It's All Up to You" – 3:27
6. "Turbulent Years" – 4:23
7. "These Are My Children" – 3:49
8. "The Mirror" – 4:11
9. "Your Eyes" – 4:11
10. "Please Let Me Go" – 3:31

## Créditos
- Gravado em Nashville, L. A., Louisville
- Mixado & Masterizado por Gene Eichelberger
- Tracking Engineers: Gene Eichelberger, John Gilutin, Bob Ramsey, Nick Stevens, Gary Platt, Turley Richards e Bob Ernspiker
- Cover Design / Artwork: Jason Likens, GloryKidd Technologies (David Nuckolls)